# Charles Symmes
Charles Symmes, né le 4 avril 1798 à Charlestown, au Massachusetts, et mort le 25 août 1868 à Aylmer, au Québec, est un homme d'affaires et un homme politique canadien.
Considéré comme le père d'Aylmer il en est le maire de 1855 à 1858, puis de 1860 à 1862.

## Biographie
Il est né à Charlestown, dans le Massachusetts, du capitaine John Symmes et d'Elizabeth Wright, la sœur de Philemon Wright. En 1819, il est engagé par son oncle comme commis et comptable.
Le fils aîné de Philemon, Philemon Junior, est propriétaire ou responsable de la plupart des fermes Wright, y compris la ferme du lac de la Chaudière à Turnpike End. En 1818, Philemon Junior a fondé le village quand il a défriché la ferme, construit une maison ainsi que l'hôtel Wright, une taverne et deux magasins pour accueillir tous les voyageurs qui se rendaient en amont des chutes, en remontant la rivière des Outaouais.
En novembre 1821, Philemon Junior meurt subitement dans un tragique accident de carrosse. Par conséquent, Philemon père a besoin d'un nouveau gérant pour la ferme du lac Chaudière. Ses autres fils étant occupés à gérer le commerce du bois de la famille, il choisit Charles comme nouveau gérant. L'hôtel Wright est prêt à l'accueillir en 1822.
En octobre 1823, l'accord est officialisé et rendu plus équitable, Charles étant nommé gérant/associé de la ferme et du débarcadère avec P. Wright & Sons dans le cadre d'un contrat de bail, aux termes duquel Charles gère la ferme, l'hôtel et la taverne/magasin au bord de l'eau. Un différend survient lorsque Charles prétend que la société ne respecte pas les termes du contrat. Charles déchire alors le contrat et refuse de rembourser l'argent qu'il doit à son oncle. Le litige a été réglé au tribunal et la décision a été rendue en faveur de Philemon Wright. Malgré ce différend - et contrairement à ce que racontent certains historiens - les relations entre Charles et son oncle sont toujours restées cordiales, comme en témoigne leur correspondance - Symmes a même donné le nom de deux Wright à deux de ses enfants.

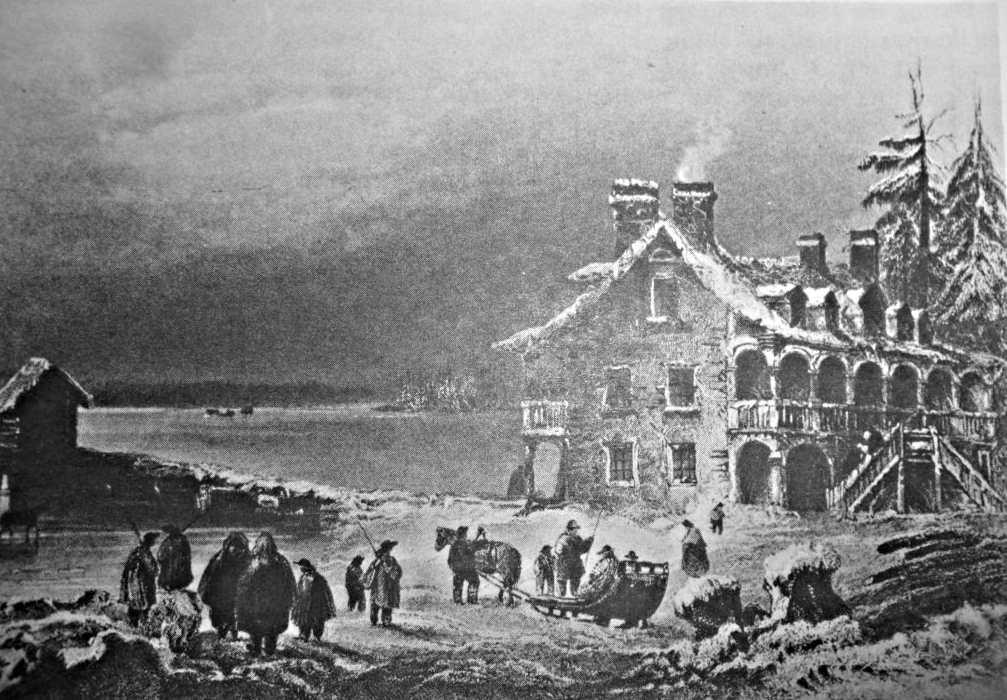
Reproduction de la peinture de l'auberge Symmes par W. H. Bartlett de 1842.

Charles se lance dans les affaires à Turnpike End, il acquiert des propriétés et, en 1830, fait arpenter son terrain et le divise en lots à bâtir pour les vendre afin de créer un village gouvernemental, conformément à la directive de la Couronne. En 1831, il construit son propre hôtel, l'Aylmer Hotel alias Symmes Inn (Auberge Symmes). En 1832, il construit son propre quai et s'associe à Ruggles Wright, John Egan et Joseph-Ignace Aumond pour construire le bateau à vapeur Lady Colborne et exploiter le premier service de bateaux à vapeur sur la Haute-Outaouais.
Le village était à l'origine connu sous le nom de Chaudière Lake Village et Turnpike End, mais le débarcadère a commencé à s'appeler Symmes Landing lorsque le bateau à vapeur a commencé à desservir son quai et son auberge. En 1831, Symmes fit don de terrains pour la construction d'églises et de bâtiments publics - le bureau de poste, le palais de justice et la prison - et le village commença à s'appeler Aylmer en l'honneur de Lord Aylmer, le gouverneur du Bas-Canada.
Charles Symmes siège au conseil d'administration de l'Académie d'Aylmer, est membre du conseil municipal d'Aylmer de 1847 à 1851 et de 1852 à 1855 et il en est le maire de 1855 à 1858, puis de 1860 à 1862. Il est ensuite préfet du comté d'Ottawa, secrétaire-trésorier de la société agricole du comté et inspecteur du revenu pour le district.
Symmes a épousé Hannah Ricker en 1824. Ensemble, ils ont eu neuf enfants : Abigail, Elizabeth, Charles, John, Thomas, Edmund, Tiberius et Hannah. De nombreuses rues d'Aylmer portent le nom de leurs enfants. Symmes est décédé à Aylmer à l'âge de 70 ans.
L'hôtel qu'il a construit est devenu un musée et a été désigné comme bâtiment patrimonial par le Québec.